# MineCon
Minecraft Live（マインクラフトライブ） は、ビデオゲーム『Minecraft』に関するインタラクティブなライブストリームであり、開発元のMojangによって年2回開催されている。
もともとはMinecraftCon（後にMineCon（マインコン）と呼ばれた）と呼ばれる対面式のファンコンベンションとして始まり、最初の集会は2010年に開催された。イベントは2016年まで毎年MineConの名前で開催された。2011年のMineConはラスベガスで行われ、ゲームの発売を祝うMinecraftに関するディスカッションパネルやゲームエリアが設けられた。最後の対面式コンベンションである2016年のMineConはアナハイムで開催され、12,000人の参加者があった。
2017年以降、MineConはインタラクティブなライブストリームの形式を取っている。このライブストリームは2017年および2018年には「MineCon Earth」と呼ばれ、2019年には「MineCon Live」、2020年からは「Minecraft Live」と改名され、観客は永久に排除された。対面イベントへの復帰を試みた「Minecraft Festival」は、新型コロナウイルスの影響で実現しなかった。
2024年9月、MojangはMinecraft Liveの構成を変更することを発表した。これによりMinecraft Liveは年2回の放送となり、モブ投票は廃止された。

## 対面イベント
| 年   | イベント           | 日付          | 会場                                       | 都市                         |
| ---- | ------------------ | ------------- | ------------------------------------------ | ---------------------------- |
| 2010 | MinecraftCon       | 8月31日       |                                            | ワシントン州ベルビュー       |
| 2011 | MineCon            | 11月18日      | マンダレイ・ベイ・コンベンションセンター   | ネバダ州ラスベガス           |
| 2012 | MineCon            | 11月24日-25日 | ディズニーランド・パリ                     | セーヌ＝エ＝マルヌ県シェシー |
| 2013 | MineCon            | 11月2日-3日   | オレンジカウンティ・コンベンションセンター | フロリダ州オーランド         |
| 2014 | MineCon            | 中止          | 中止                                       | 中止                         |
| 2015 | MineCon            | 7月4日-5日    | エクセル展覧会センター                     | ロンドン                     |
| 2016 | MineCon            | 9月24日-25日  | アナハイム・コンベンションセンター         | カリフォルニア州アナハイム   |
| 2020 | Minecraft Festival | 9月25日-27日  | 2021年に延期                               | 2021年に延期                 |
| 2021 | Minecraft Festival | 9月25日-27日  | 2022年に延期                               | 2022年に延期                 |
| 2022 | Minecraft Festival | 中止          | 中止                                       | 中止                         |

MineConは、毎年1回開催されている。しかし2014年の開催は見送られた。Vu Buiが2014年8月21日のブログにて、2015年の春にロンドンで開催予定と発表した。
なお、注釈の無い日時は全て協定世界時 （UTC）で表記する。

### 2010年
当時はMinecraftConと称されていた。8月31日にベルビューで開催され、30人以上の集まりであった。マルクス・ペルソン（Notch）はミートアップにてコミュニティからの要望があったので、特定の場所を選ばないように呼びかけた。

### 2011年
11月18日、ラスベガスで5000人以上が集まる公式のMineConが開催された。大会はゲームのリリースを祝うことに焦点を当て、『Minecraft』関連のディスカッションパネルを主催し、参加者に大会中に他の人とゲームをプレイすることを促した。会場ではコミュニティーのメンバーたちによる基調講演、建築コンテスト、コスチュームコンテストと展示が行われた。MineConで開催された多くのイベントのひとつは、21歳以上向けのイベント「Nether Party」で、カナダ人DJのdeadmau5が出演した。このイベントはまた、ペルソンが巨大なレバーを引き、「Minecraft 1.0」の一般向けリリースでもあり、正式にゲームのベータ版が終了した。また、Xbox 360でのMinecraftが開発以外で初めて公開され、プレイされたのもこれが最初だった。

### 2012年

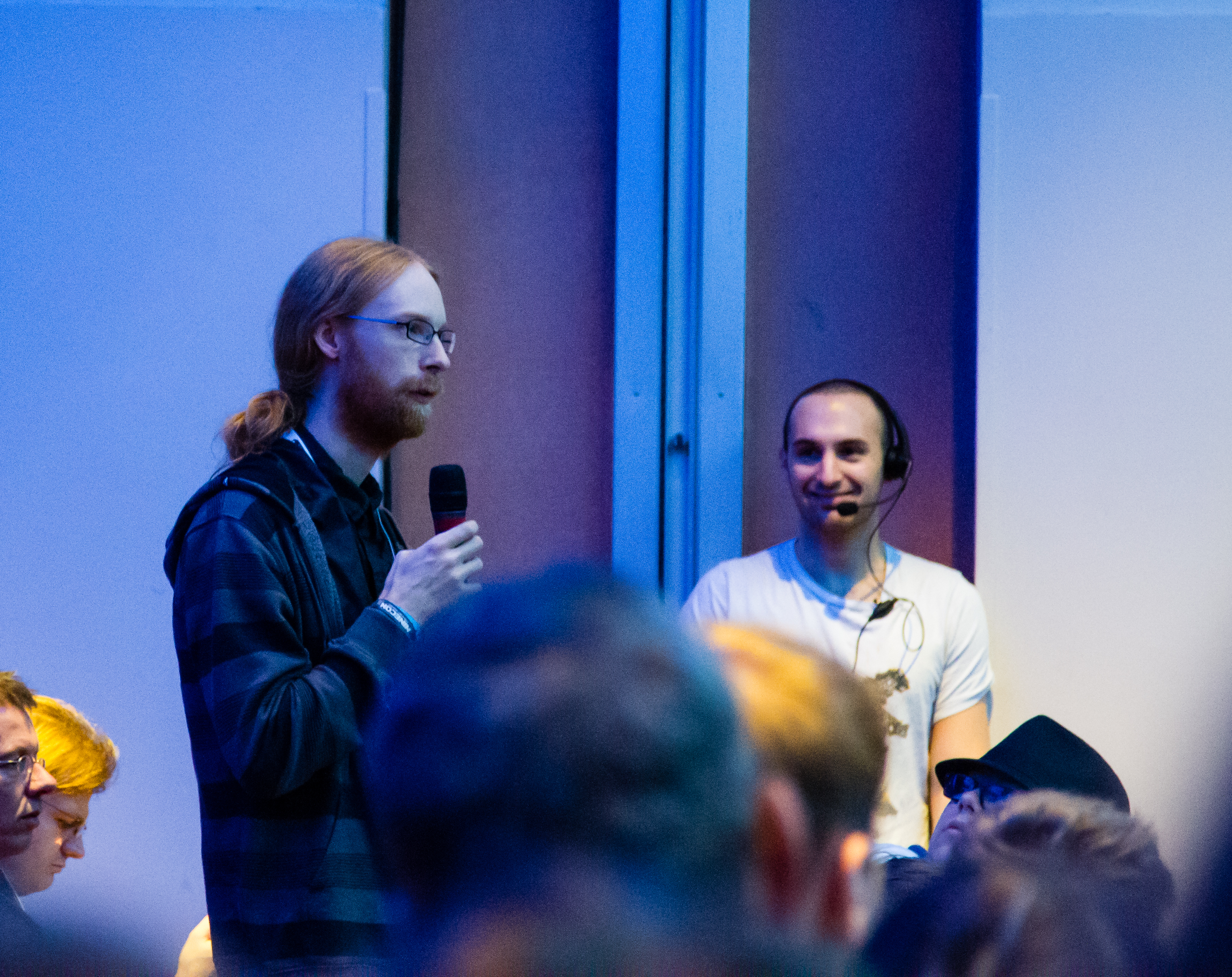
イェンス・バーゲンステン（Jeb）がMinecon 2012でMinecraftのMODについて話している。

2012年8月2日、Mojang Studiosは11月24日と25日にパリ、ディズニーランド・パーク開催されることを発表した。マルクス・ペルソンはTwitterにて次の開催地を明らかにする予告編を投稿した。動画には、Mojang Studiosチームのメンバーがディズニーの道具を身に着けている様子が映っており、マルクス・ペルソンは主任開発者のイェンス・バーゲンステン（Jeb）に「彼らは私たちに何かを伝えようとしていると思います」とコメントしている。2 回目の年次大会はアメリカ以外で初めて開催され、最初の大会に参加できなかったヨーロッパのファンが参加できるようになった。これは、Xbox 360版のゲームが300万本を売り上げ、Minecraftの人気が高まったことを受けて開催された。
2012年には、ゲーム内での非公式のMineCon、特にバーチャルMineConが開始された。非公式のイベントだったが、Mojang Studiosチームのメンバーが参加した。2012 年の大会には 4,500 人が参加した。Mojang Studiosは2012年の大会で1.5「レッドストーン」アップデートの詳細と、ゲームのモッディングAPIに関する情報の発表をした。

### 2013年
2013年4月7日、Lydia WintersはMineCon 2013がアメリカで開催されることを明らかにした。イェンス・バーゲンステンは後に、それは東海岸にあると述べた。その後、6月27日に、Mojang StudiosのYouTubeチャンネルで、MineCon 2013 がフロリダ州オーランドで開催されることが発表された。オレンジカウンティ・コンベンションセンターのウェブサイトは、11月に予定されているイベントとしてMineConの参加者は7,500人を掲載していたが、その後ウェブページからこのイベントを削除した。
チケットは、7月31日、8月2日、8月3日にそれぞれ2,500枚ずつ3回に分けて発売された。Mojang Studios のCOOであるVu Buiによると、最初の2,500枚のチケットは3秒で売り切れた。イベントは11月2日と3日に行われた。

### 2014年（中止）
2014年3月30日、Lydia Winters はツイートで、MineCon 2014がヨーロッパで開催されることを明らかにした。しかし、2014年8月21日にVu Buiはブログ投稿を作成し、MineCon 2014はなく、代わりに次のMineConは2015年春にロンドンで開催されると述べた。これは後にコンソール版のヒントで「Minecon 2014 が開催された場所を誰も覚えていない」として使用された。

### 2015年

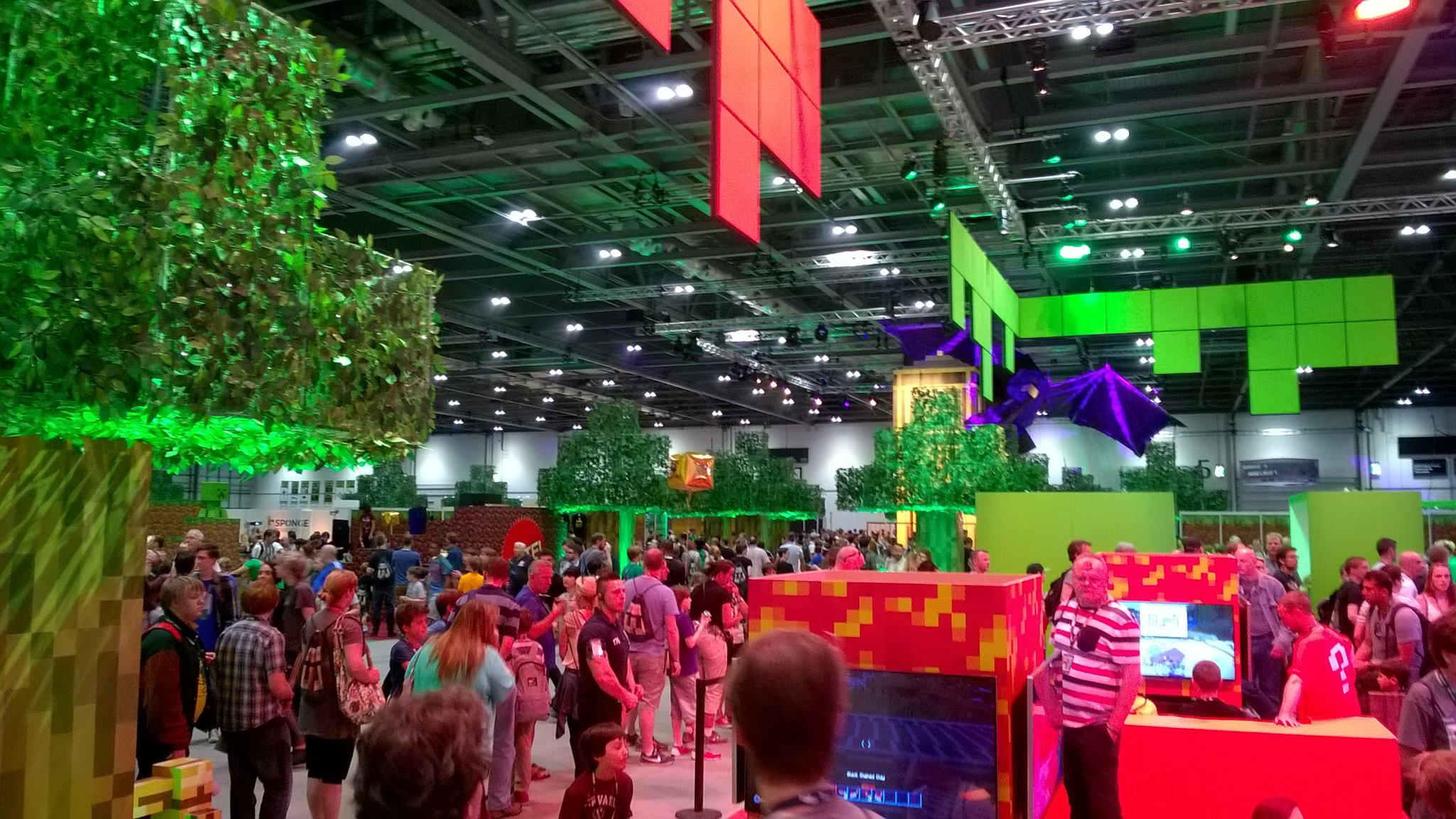
MineCon 2015 エキスポホール

2015年2月2日、Vu Buiは、MineCon 2015が2015年7月4日と5日にロンドンのエクセル展覧会センター展示会・会議センターで開催されると発表した。チケット価格は2015年3月18日に発表され、129ポンドに設定された。2015年7月4日の開会式では、Element Animation Studiosによるアニメーションが上映された。ギネス世界記録は、MineConが単一のゲームに特化した大会として最多の参加者数を記録し、世界記録を達成したと発表した。チケットは10,000枚が販売された。

### 2016年
2016年3月7日、MojangはブログポストでMineCon 2016を9月24日と25日にカリフォルニア州アナハイムのアナハイムコンベンションセンターで開催すると発表した。この期間中、『マインクラフト はじまりの島』というMinecraftの小説や、ゲームのコンソール版向けのアップデートなど、新機能が発表された。開会式と閉会式では、Element Animationによる2部構成の短編映画『A Minecraft Adventure』が上映された。

### 2020年-2022年、Minecraft Festival（中止）
2019年のMineCon Liveで、3年間のライブストリーム配信の後、2020年9月に開催予定のMinecraft Festivalという名前で、対面形式のコンベンションへの回帰が発表された。Minecraft Festivalの会場であるフロリダ州オーランドのオレンジカウンティ・コンベンションセンターは、MineCon 2013と同じ会場になるはずだった。新型コロナウイルス感染症の冒頭で詳細が明らかにされた。しかし、1週間後に延期され、翌年の同じ日程に変更された。その後、2022年の未定の日程に延期された。そして、パンデミックが続く中で、2022年も中止となった。

## オンラインイベント
| 年   | イベント       | 日付     | 会場                                                                                    |  |
| ---- | -------------- | -------- | --------------------------------------------------------------------------------------- |  |
| 2017 | MineCon Earth  | 11月18日 | インディアナ州インディアナポリス インディアナポリス・モーター・スピードウェイのパドック |  |
| 2018 | MineCon Earth  | 9月29日  | インディアナ州インディアナポリス インディアナポリス・モーター・スピードウェイのパドック |  |
| 2019 | MineCon Live   | 9月28日  | インディアナ州インディアナポリス インディアナポリス・モーター・スピードウェイのパドック |  |
| 2020 | Minecraft Live | 10月3日  | オンライン                                                                              |  |
| 2021 | Minecraft Live | 10月16日 | フロリダ州マイアミ、ハードロック・スタジアム                                            |  |
| 2022 | Minecraft Live | 10月15日 | フロリダ州マイアミ、ハードロック・スタジアム                                            |  |
| 2023 | Minecraft Live | 10月15日 | ヨーテボリ、スカンジナビアム                                                            |  |
| 2024 | Minecraft Live | 9月28日  | ストックホルム、Mojang Offices                                                          |  |
| 2025 | Minecraft Live | 3月22日  | ストックホルム、Mojang Offices                                                          |  |

### 2017年
11月18日 17:00（約90分間、日本時間は11月19日 2:00）にインタラクティブなライブ配信の形式で開催されることを発表し、これを「MineCon Earth」と名付けた。
MineCon Earthの司会はカナダ人俳優のウィル・アーネットが務めた。この発表の後、「公式コミュニティイベント」が導入され、Minefaire、Minevention、MultiplayのBlockFestなどのイベントが「公式Minecraftコンベンション」として認められるようになった。ショーの中で、開発者たちは2018年7月にリリースされた次の主要アップデート「アップデート アクアティック（Update Aquatic）」を発表した。MineConの新機能としてモブ投票が導入され、ユーザーはTwitter（現X）上で、ゲームに実装される複数のモブの中から1つに投票できるコミュニティ投票が行われた。Mojang StudiosのCOOであるVu Buiが司会を務め、ライブ配信の最後に勝利したモブが「The Monster of The Night Skies」（後に「ファントム」と名付けられた）であることが発表された。ファントムは夜中に特定の条件を満たしたプレイヤーが存在していると飛来して来る。

### 2018年
9月29日 16:00（約90分間、日本時間は9月30日 1:00）、昨年と同様の形式で開催。新作ゲーム「Minecraft Dungeons」や次期アップデート「Holiday Update」や「Village and Pillage（ヴィレッジ・アンド・ピレッジ）」などが発表された。コミュニティー投票は、3種類のバイオームから選ばれ、最後投票の数が最も多かったタイガバイオームが次期のアップデートでキツネとキャンプファイヤーと一緒に追加された。
MojangはMinecraftのダンジョンクローラースピンオフである『Minecraft Dungeons』発表した。中国のプレイヤーはNetEaseによる宣伝投票に参加し、どの中国の国宝動物がMinecraftに加わるかを予想した。選択肢はジャイアントパンダ、チュウゴクアリゲーター、キンシコウ、チベットシフゾウ、ヨウスコウカワイルカだった。ジャイアントパンダがヴィレッジ・アンド・ピレッジアップデートで実装されることが発表され、偶然にもこの投票で1位となり、追加されることとなった。

### 2019年
9月28日 16:00（約90分間、日本時間は9月29日 1:00）に開催した。新作ゲーム「Minecraft Earth」と名前の混乱を避けるために大会タイトルを「MineCon Earth」から「MineCon Live 2019」に変更された。
コミュニティー投票は、バイオームを決めるもので「Badlands（荒野）」「Swamp（沼地）」「Mountains（山岳）」の中から選ばれる。最後投票の数が最も多かった山岳バイオームがヤギと一緒にバージョン1.17と1.18にわたって追加された。ライブ配信中、ゲーム開発者は2020年6月にリリースされた次期アップデート「Nether Update（ネザーアップデート）」でネザーに追加されるバイオームやモンスター、その他新しい要素などが発表された。また、「Minecraft Earth」の早期アクセスリリース日が2019年10月になることも発表された。

### 2020年
10月3日 16:00（日本時間は10月4日 1:00）に「Minecraft Live 2020」を開催した。次期アップデート「Caves & Cliffs（洞窟と崖）」の内容を公開した。コミュニティー投票は、新たな生物（モブ）を決めるもので「Moobloom（ムーブルーム）」（モバイルゲーム『Minecraft Earth』に登場）「Iceologer（氷使い）」（『Minecraft Dungeons』に登場）「Glow Squid（発光するイカ）」の中から選び、最後投票で発光するイカの実装が決まった。また、Element Animation Studiosによる前回のアップデートの追加要素を特集したミュージカル「Nether Update Encore」も放送された。

### 2021年
10月16日 16:00（日本時間は10月17日 1:00）「Minecraft Live 2021」を開催した。次期アップデート「The Wild Update（野生）」を発表した。コミュニティー投票は、昨年に引き続き新たなモブを決めるもので「Glare（グレア）」「Allay（アレイ）」「Copper Golem（銅ゴーレム）」の中から選び、最後投票でアレイの実装が決まった。また、Element Animationによる別のミュージカル短編映画や、前回の「Caves & Cliffs: Part 1（洞窟と崖：第1弾）」の機能のまとめも特集された。ショーではまた、次の主要アップデートのテーマである「The Wild Update（ワイルドアップデート）」が発表され、これには新しいバイオームであるマングローブの森と、元々「Caves & Cliffs（洞窟と崖）」で計画されていた地下バイオームのディープダークが追加されることが明らかにされた。

### 2022年
10月15日 16:00（日本時間は10月16日 1:00）「Minecraft Live 2022」を開催した。次期アップデート 「Trails & Tales（旅路と物語）」の内容を公開した。今年からアップデートに幅を持たせるため名称はイベント内では公表されなくなった。コミュニティー投票は、新たなモブを決めるもので「Sniffer（スニッファー）」「Rascal（ラスカル）」「Tuff Golem（タフゴーレム）」の中から選び、最後投票でスニッファーの実装が決まった。例年とは異なり、次回のアップデートには、ラクダ、竹の木材、吊り下げ看板などが含まれていた。また、近日公開予定のゲーム『Minecraft Legends』の基本的なゲームプレイと、『Minecraft Dungeons』のシーズン3アップデートについても発表があった。

### 2023年
10月15日 17:00（日本時間は10月16日 2:00）「Minecraft Live 2023」を開催した。次期アップデート「Tricky Trials（トリッキートライアル）」の内容を公開した。コミュニティー投票は、新たなモブとモブに関するアイテムを決めるもので、「Crab（カニ）」「Armadillo（アルマジロ）」「Penguin（ペンギン）」の中から選び、最後投票でアルマジロと、オオカミ用の防具の作成に使用できる「Armadillo Scute（アルマジロのウロコ）」の実装が決まった。
このイベントでは、Minecraft、Minecraft Legends、Minecraft Educationの次期メジャーアップデートの一部も発表された。例年通り、次期メジャーアップデートに関する発表があり、今年は1.21 トリッキートライアルアップデートが発表された。このアップデートは「戦闘冒険と工夫」に焦点を当てるとされ、銅ブロックの新種類やトライアルチャンバーが含まれている。また、新たなクラフター、凝灰岩レンガの種類、トライアルチャンバーに出現するユニークな敵も追加された。さらに、このアップデートでは新しいモブとしてブリーズが導入された。ライブ配信中には、前回のアップデートに登場したモブを主役とする、Element Animationによるもう一つの短編アニメーションが上映された。

### 2024年
日本時間 9月10日 0:32 今後、モブ投票を廃止し、年に1回の大きなアップデートの代わりに、年に複数の小さなアップデートが行われること。そして、Minecraft Liveは年に2回開催されることが発表された。
9月28日 17:00 （日本時間は9月29日 2:00）「Minecraft Live 2024」を開催した。次期アップデート「Bundles of Bravery（バンドル・オブ・ブレイバリー）」の内容を公開した。また、新しいバイオームの「Pale Garden（ペールガーデン）」や見られていない時のみ動く新モブの「Creaking （クリーキング）」などが発表された。その後、ショーでは映画『マインクラフト/ザ・ムービー』の新しい予告編が上映され、Bedrock Editionの新機能が発表された。このショーでは、現実世界のMinecraftをテーマにしたインタラクティブな体験である「The Minecraft Experience: Villager Rescue」が紹介され、Element Animationによる今後のドロップを宣伝する別のショートフィルムが上映された。

### 2025年

#### 3月
3月22日17:00（日本時間は3月23日 2:00）「Minecraft LIVE - March 2025」を開催した。2025年に開催される2回のMinecraft Liveイベントのうち最初のもので、後に2025年3月25日にリリースされたSpring Dropの内容が議論された。このSpring Dropには既存のモブの新しいバリエーションが含まれていた。「Firefly Bush（蛍の茂み）」「Cactus Flower（サボテンの花）」などを含む、時期アップデート「Spring to Life（スプリング・トゥ・ライフ）」の内容を公開した。Bedrock Editionを対象に、光の表現をリアルにする「Vibrant Visuals（バイブラント ビジュアルズ）」を発表した。
また、「Summer Drop」と呼ばれる後日配信予定のアップデートの機能も紹介され、Vibrant Visuals、組み込み型のシェーダー、そして未公開の新要素として新しいガストの形態である「Dried Ghast（乾燥したガスト）」、「Ghastling（ガストリング）」「Happy Ghast（ハッピーガスト）」などを公開した。さらに、今後公開予定のマインクラフト/ザ・ムービーのプレビューも披露された。